# جاستینا دی استیسو
جاستینا دی استیسو (به انگلیسی: Justina Di Stasio؛ متولد ۲۲ نوامبر ۱۹۹۲) کشتی‌گیر آزادکار تیم ملی کانادا است. وی سابقه حضور در المپیک ۲۰۲۴ پاریس را دارد.  
از افتخارات وی می‌توان به کسب مدال طلا وزن ۷۲ کیلوگرم در مسابقات قهرمانی کشتی جهان ۲۰۱۸ و مدال برنز وزن ۷۵ کیلوگرم در مسابقات قهرمانی کشتی جهان ۲۰۱۷ اشاره کرد.